# Puchar Świata w łyżwiarstwie szybkim 2003/2004
Puchar Świata w łyżwiarstwie szybkim 2003/2004 był 19. edycją tej imprezy. Cykl rozpoczął się w norweskim Hamar 8 listopada 2003 roku, a zakończył 29 lutego 2004 roku w holenderskim Heerenveen.
Puchar Świata rozgrywano w 8 miastach, w 7 krajach, na 3 kontynentach. Dwukrotnie łyżwiarzy gościło Heerenveen.
Wśród kobiet triumfowały: Japonka Shihomi Shin’ya na 100 m, Chinka Wang Manli na 500 m, Jennifer Rodriguez z USA na 1000 m, Niemka Anni Friesinger na 1500 m, a jej rodaczka Claudia Pechstein była najlepsza w klasyfikacji 3000/5000 m. Wśród mężczyzn zwyciężali: Chińczyk Yu Fengtong na 100 m i  Kanadyjczyk Jeremy Wotherspoon na 500 m oraz Holendrzy Erben Wennemars na 1000 m, Mark Tuitert na 1500 m i Bob de Jong w klasyfikacji 5000/10 000 m. 

## Medaliści zawodów

### Kobiety

#### Wyniki
| Data                 | Miejsce                                                       | Konkurencja                                                   | Zwycięzca                                                     | 2. miejsce                                                    | 3. miejsce                                                    |
| -------------------- | ------------------------------------------------------------- | ------------------------------------------------------------- | ------------------------------------------------------------- | ------------------------------------------------------------- | ------------------------------------------------------------- |
| 8-9 listopada 2003   | Hamar                                                         | 3000 m (8 listopada)                                          | Anni Friesinger                                               | Claudia Pechstein                                             | Renate Groenewold                                             |
| 8-9 listopada 2003   | Hamar                                                         | 1500 m (9 listopada)                                          | Jennifer Rodriguez                                            | Anni Friesinger                                               | Renate Groenewold                                             |
| 15-16 listopada 2003 | Erfurt                                                        | 1500 m (15 listopada)                                         | Anni Friesinger                                               | Claudia Pechstein                                             | Renate Groenewold                                             |
| 15-16 listopada 2003 | Erfurt                                                        | 3000 m (16 listopada)                                         | Anni Friesinger                                               | Renate Groenewold                                             | Claudia Pechstein                                             |
| 22-23 listopada 2003 | Heerenveen                                                    | 5000 m (22 listopada)                                         | Gretha Smit                                                   | Claudia Pechstein                                             | Gunda Niemann-Stirnemann                                      |
| 22-23 listopada 2003 | Heerenveen                                                    | 1500 m (23 listopada)                                         | Anni Friesinger                                               | Renate Groenewold                                             | Jennifer Rodriguez                                            |
| 6-7 grudnia 2004     | Calgary                                                       | 500 m (6 grudnia)                                             | Shihomi Shin’ya                                               | Anżalika Kaciuha                                              | Marianne Timmer                                               |
| 6-7 grudnia 2004     | Calgary                                                       | 1000 m (6 grudnia)                                            | Jennifer Rodriguez                                            | Chiara Simionato                                              | Anżalika Kaciuha                                              |
| 6-7 grudnia 2004     | Calgary                                                       | 500 m (7 grudnia)                                             | Wang Manli                                                    | Anżalika Kaciuha                                              | Shihomi Shin’ya                                               |
| 6-7 grudnia 2004     | Calgary                                                       | 1000 m (7 grudnia)                                            | Jennifer Rodriguez                                            | Anżalika Kaciuha                                              | Chiara Simionato                                              |
| 12-13 grudnia 2003   | Salt Lake City                                                | 500 m (12 grudnia)                                            | Shihomi Shin’ya                                               | Wang Manli                                                    | Sayuri Ōsuga Marianne Timmer                                  |
| 12-13 grudnia 2003   | Salt Lake City                                                | 1000 m (12 grudnia)                                           | Jennifer Rodriguez                                            | Chiara Simionato                                              | Sabine Völker                                                 |
| 12-13 grudnia 2003   | Salt Lake City                                                | 100 m (13 grudnia)                                            | Sayuri Ōsuga                                                  | Shihomi Shin’ya                                               | Wang Manli                                                    |
| 12-13 grudnia 2003   | Salt Lake City                                                | 500 m (13 grudnia)                                            | Marianne Timmer                                               | Wang Manli                                                    | Shihomi Shin’ya                                               |
| 9-11 stycznia 2004   | 101. mistrzostwa Europy w wieloboju 2004 – Heerenveen         | 101. mistrzostwa Europy w wieloboju 2004 – Heerenveen         | 101. mistrzostwa Europy w wieloboju 2004 – Heerenveen         | 101. mistrzostwa Europy w wieloboju 2004 – Heerenveen         | 101. mistrzostwa Europy w wieloboju 2004 – Heerenveen         |
| 17-18 stycznia 2004  | 35. Mistrzostwa świata w wieloboju sprinterskim 2004 – Nagano | 35. Mistrzostwa świata w wieloboju sprinterskim 2004 – Nagano | 35. Mistrzostwa świata w wieloboju sprinterskim 2004 – Nagano | 35. Mistrzostwa świata w wieloboju sprinterskim 2004 – Nagano | 35. Mistrzostwa świata w wieloboju sprinterskim 2004 – Nagano |
| 24-25 stycznia 2004  | Harbin                                                        | 500 m (24 stycznia)                                           | Wang Manli                                                    | Ren Hui                                                       | Marianne Timmer                                               |
| 24-25 stycznia 2004  | Harbin                                                        | 1000 m (24 stycznia)                                          | Marianne Timmer                                               | Wang Manli                                                    | Monique Garbrecht-Enfeldt                                     |
| 24-25 stycznia 2004  | Harbin                                                        | 500 m (25 stycznia)                                           | Marianne Timmer                                               | Wang Manli                                                    | Ren Hui                                                       |
| 24-25 stycznia 2004  | Harbin                                                        | 1000 m (25 stycznia)                                          | Marianne Timmer                                               | Monique Garbrecht-Enfeldt                                     | Wang Manli                                                    |
| 7-8 lutego 2004      | 98. mistrzostwa świata w wieloboju 2004 – Hamar               | 98. mistrzostwa świata w wieloboju 2004 – Hamar               | 98. mistrzostwa świata w wieloboju 2004 – Hamar               | 98. mistrzostwa świata w wieloboju 2004 – Hamar               | 98. mistrzostwa świata w wieloboju 2004 – Hamar               |
| 14-15 lutego 2004    | Collalbo                                                      | 500 m (14 lutego)                                             | Marianne Timmer                                               | Monique Garbrecht-Enfeldt                                     | Shihomi Shin’ya                                               |
| 14-15 lutego 2004    | Collalbo                                                      | 1000 m (14 lutego)                                            | Jennifer Rodriguez                                            | Marianne Timmer                                               | Chris Witty                                                   |
| 14-15 lutego 2004    | Collalbo                                                      | 100 m (15 lutego)                                             | Shihomi Shin’ya                                               | Jenny Wolf                                                    | Wang Manli                                                    |
| 14-15 lutego 2004    | Collalbo                                                      | 500 m (15 lutego)                                             | Monique Garbrecht-Enfeldt                                     | Tomomi Okazaki                                                | Wang Manli                                                    |
| 20-22 lutego 2004    | Inzell                                                        | 1000 m (20 lutego)                                            | Chris Witty                                                   | Jennifer Rodriguez                                            | Monique Garbrecht-Enfeldt                                     |
| 20-22 lutego 2004    | Inzell                                                        | 500 m (21 lutego)                                             | Wang Manli                                                    | Frouke Oonk                                                   | Monique Garbrecht-Enfeldt                                     |
| 20-22 lutego 2004    | Inzell                                                        | 3000 m (21 lutego)                                            | Renate Groenewold                                             | Claudia Pechstein                                             | Gretha Smit                                                   |
| 20-22 lutego 2004    | Inzell                                                        | 500 m (22 lutego)                                             | Wang Manli                                                    | Ren Hui                                                       | Marianne Timmer                                               |
| 20-22 lutego 2004    | Inzell                                                        | 1500 m (22 lutego)                                            | Anni Friesinger                                               | Renate Groenewold                                             | Jennifer Rodriguez Annamarie Thomas                           |
| 27-29 lutego 2004    | Heerenveen                                                    | 500 m (27 lutego)                                             | Anżalika Kaciuha                                              | Wang Manli                                                    | Marianne Timmer                                               |
| 27-29 lutego 2004    | Heerenveen                                                    | 1500 m (27 lutego)                                            | Anni Friesinger                                               | Jennifer Rodriguez                                            | Cindy Klassen                                                 |
| 27-29 lutego 2004    | Heerenveen                                                    | 1000 m (28 lutego)                                            | Anżalika Kaciuha                                              | Cindy Klassen                                                 | Chris Witty                                                   |
| 27-29 lutego 2004    | Heerenveen                                                    | 3000 m (28 lutego)                                            | Claudia Pechstein                                             | Anni Friesinger                                               | Gretha Smit                                                   |
| 27-29 lutego 2004    | Heerenveen                                                    | 100 m (29 lutego)                                             | Jenny Wolf                                                    | Shihomi Shin’ya                                               | Wang Manli                                                    |
| 27-29 lutego 2004    | Heerenveen                                                    | 500 m (29 lutego)                                             | Wang Manli                                                    | Anżalika Kaciuha                                              | Monique Garbrecht-Enfeldt                                     |
| 27-29 lutego 2004    | Heerenveen                                                    | 5000 m (29 lutego)                                            | Claudia Pechstein                                             | Gunda Niemann-Stirnemann                                      | Gretha Smit                                                   |
| 12-14 marca 2004     | 8. mistrzostwa świata na dystansach 2004 – Seul               | 8. mistrzostwa świata na dystansach 2004 – Seul               | 8. mistrzostwa świata na dystansach 2004 – Seul               | 8. mistrzostwa świata na dystansach 2004 – Seul               | 8. mistrzostwa świata na dystansach 2004 – Seul               |

#### Klasyfikacje
| Lp. | Zawodnik             | Punkty |
| --- | -------------------- | ------ |
| 1.  | Sayuri Ōsuga         | 260    |
| 2.  | Jenny Wolf           | 240    |
| 3.  | Wang Manli           | 210    |
| 4.  | Frouke Oonk          | 136    |
| 5.  | Judith Hesse         | 130    |
| 6.  | Swietłana Kajkan     | 105    |
| 7.  | Sayuri Ōsuga         | 100    |
| 8.  | Tomomi Okazaki       | 98     |
| 9.  | Marieke Wijsman      | 91     |
| 10. | Swiatłana Radkiewicz | 86     |

| Lp. | Zawodnik                  | Punkty |
| --- | ------------------------- | ------ |
| 1.  | Wang Manli                | 990    |
| 2.  | Marianne Timmer           | 810    |
| 3.  | Shihomi Shin’ya           | 558    |
| 4.  | Monique Garbrecht-Enfeldt | 525    |
| 5.  | Anżalika Kaciuha          | 500    |
| 6.  | Tomomi Okazaki            | 440    |
| 7.  | Pamela Zoellner           | 402    |
| 8.  | Jenny Wolf                | 385    |
| 9.  | Andrea Nuyt               | 383    |
| 10. | Chiara Simionato          | 365    |

| Lp. | Zawodnik                  | Punkty |
| --- | ------------------------- | ------ |
| 1.  | Jennifer Rodriguez        | 540    |
| 2.  | Marianne Timmer           | 526    |
| 3.  | Chiara Simionato          | 446    |
| 4.  | Chris Witty               | 380    |
| 5.  | Anżalika Kaciuha          | 326    |
| 6.  | Monique Garbrecht-Enfeldt | 312    |
| 7.  | Wang Manli                | 304    |
| 8.  | Pamela Zoellner           | 271    |
| 9.  | Aki Tonoike               | 245    |
| 10. | Ren Hui                   | 210    |

| Lp. | Zawodnik           | Punkty |
| --- | ------------------ | ------ |
| 1.  | Anni Friesinger    | 460    |
| 2.  | Jennifer Rodriguez | 420    |
| 3.  | Renate Groenewold  | 336    |
| 4.  | Maki Tabata        | 226    |
| 5.  | Claudia Pechstein  | 180    |
| 6.  | Marianne Timmer    | 172    |
| 7.  | Olga Tarasowa      | 161    |
| 8.  | Annamarie Thomas   | 144    |
| 9.  | Warwara Baryszewa  | 122    |
| 10. | Eriko Ishino       | 117    |

| Lp. | Zawodnik                 | Punkty |
| --- | ------------------------ | ------ |
| 1.  | Claudia Pechstein        | 460    |
| 2.  | Renate Groenewold        | 400    |
| 3.  | Anni Friesinger          | 390    |
| 4.  | Gretha Smit              | 320    |
| 5.  | Gunda Niemann-Stirnemann | 302    |
| 6.  | Barbara de Loor          | 208    |
| 7.  | Catherine Raney          | 176    |
| 8.  | Kristina Groves          | 168    |
| 9.  | Helen van Goozen         | 147    |
| 10. | Walentina Jakszyna       | 145    |

### Mężczyźni

#### Wyniki
| Data                 | Miejsce                                                       | Konkurencja                                                   | Zwycięzca                                                     | 2. miejsce                                                    | 3. miejsce                                                    |
| -------------------- | ------------------------------------------------------------- | ------------------------------------------------------------- | ------------------------------------------------------------- | ------------------------------------------------------------- | ------------------------------------------------------------- |
| 8-9 listopada 2003   | Hamar                                                         | 1500 m (8 listopada)                                          | Erben Wennemars                                               | Mark Tuitert                                                  | Derek Parra                                                   |
| 8-9 listopada 2003   | Hamar                                                         | 5000 m (9 listopada)                                          | Bob de Jong                                                   | Carl Verheijen                                                | Lasse Sætre                                                   |
| 15-16 listopada 2003 | Erfurt                                                        | 10 000 m (15 listopada)                                       | Bob de Jong                                                   | Jochem Uytdehaage                                             | Carl Verheijen                                                |
| 15-16 listopada 2003 | Erfurt                                                        | 1500 m (16 listopada)                                         | Mark Tuitert                                                  | Erben Wennemars                                               | Ids Postma                                                    |
| 21-22 listopada 2003 | Heerenveen                                                    | 5000 m (21 listopada)                                         | Bob de Jong                                                   | Carl Verheijen                                                | Jochem Uytdehaage                                             |
| 21-22 listopada 2003 | Heerenveen                                                    | 1500 m (22 listopada)                                         | Jewgienij Łalenkow                                            | Mark Tuitert                                                  | Ids Postma                                                    |
| 6-7 grudnia 2003     | Calgary                                                       | 500 m (6 grudnia)                                             | Jeremy Wotherspoon                                            | Gerard van Velde                                              | Dmitrij Łobkow                                                |
| 6-7 grudnia 2003     | Calgary                                                       | 1000 m (6 grudnia)                                            | Erben Wennemars                                               | Beorn Nijenhuis                                               | Mike Ireland                                                  |
| 6-7 grudnia 2003     | Calgary                                                       | 500 m (7 grudnia)                                             | Jeremy Wotherspoon                                            | Erben Wennemars                                               | Hiroyasu Shimizu                                              |
| 6-7 grudnia 2003     | Calgary                                                       | 1000 m (7 grudnia)                                            | Erben Wennemars                                               | Gerard van Velde                                              | Jeremy Wotherspoon                                            |
| 12-13 grudnia 2003   | Salt Lake City                                                | 500 m (12 grudnia)                                            | Jeremy Wotherspoon                                            | Hiroyasu Shimizu                                              | Dmitrij Łobkow                                                |
| 12-13 grudnia 2003   | Salt Lake City                                                | 1000 m (12 grudnia)                                           | Erben Wennemars                                               | Gerard van Velde                                              | Beorn Nijenhuis                                               |
| 12-13 grudnia 2003   | Salt Lake City                                                | 100 m (13 grudnia)                                            | Hiroyasu Shimizu                                              | Mark Nielsen                                                  | Jōji Katō                                                     |
| 12-13 grudnia 2003   | Salt Lake City                                                | 500 m (13 grudnia)                                            | Jeremy Wotherspoon                                            | Dmitrij Łobkow                                                | Hiroyasu Shimizu                                              |
| 9-11 stycznia 2004   | 101. mistrzostwa Europy w wieloboju 2004 – Heerenveen         | 101. mistrzostwa Europy w wieloboju 2004 – Heerenveen         | 101. mistrzostwa Europy w wieloboju 2004 – Heerenveen         | 101. mistrzostwa Europy w wieloboju 2004 – Heerenveen         | 101. mistrzostwa Europy w wieloboju 2004 – Heerenveen         |
| 17-18 stycznia 2004  | 35. Mistrzostwa świata w wieloboju sprinterskim 2004 – Nagano | 35. Mistrzostwa świata w wieloboju sprinterskim 2004 – Nagano | 35. Mistrzostwa świata w wieloboju sprinterskim 2004 – Nagano | 35. Mistrzostwa świata w wieloboju sprinterskim 2004 – Nagano | 35. Mistrzostwa świata w wieloboju sprinterskim 2004 – Nagano |
| 24-25 stycznia 2004  | Harbin                                                        | 500 m (24 stycznia)                                           | Mike Ireland                                                  | Yu Fengtong                                                   | Jeremy Wotherspoon                                            |
| 24-25 stycznia 2004  | Harbin                                                        | 1000 m (24 stycznia)                                          | Erben Wennemars                                               | Gerard van Velde                                              | Kip Carpenter                                                 |
| 24-25 stycznia 2004  | Harbin                                                        | 500 m (25 stycznia)                                           | Mike Ireland                                                  | Yu Fengtong Jeremy Wotherspoon                                |                                                               |
| 24-25 stycznia 2004  | Harbin                                                        | 1000 m (25 stycznia)                                          | Gerard van Velde                                              | Beorn Nijenhuis                                               | Erben Wennemars                                               |
| 7-8 lutego 2004      | 98. mistrzostwa świata w wieloboju 2004 – Hamar               | 98. mistrzostwa świata w wieloboju 2004 – Hamar               | 98. mistrzostwa świata w wieloboju 2004 – Hamar               | 98. mistrzostwa świata w wieloboju 2004 – Hamar               | 98. mistrzostwa świata w wieloboju 2004 – Hamar               |
| 14-15 lutego 2004    | Collalbo                                                      | 500 m (14 lutego)                                             | Jeremy Wotherspoon                                            | Dmitrij łobkow                                                | Masaaki Kobayashi                                             |
| 14-15 lutego 2004    | Collalbo                                                      | 100 m (14 lutego)                                             | Yu Fengtong                                                   | Pekka Koskela                                                 | Tucker Fredricks                                              |
| 14-15 lutego 2004    | Collalbo                                                      | 1000 m (15 lutego)                                            | Jeremy Wotherspoon                                            | Erben Wennemars                                               | Kip Carpenter                                                 |
| 14-15 lutego 2004    | Collalbo                                                      | 500 m (15 lutego)                                             | Masaaki Kobayashi                                             | Jeremy Wotherspoon                                            | Ryohei Shimizu                                                |
| 20-22 lutego 2004    | Inzell                                                        | 1000 m (20 lutego)                                            | Takaharu Nakajima                                             | Erben Wennemars                                               | Beorn Nijenhuis                                               |
| 20-22 lutego 2004    | Inzell                                                        | 5000 m (21 lutego)                                            | Chad Hedrick                                                  | Gianni Romme                                                  | Carl Verheijen                                                |
| 20-22 lutego 2004    | Inzell                                                        | 500 m (21 lutego)                                             | Gerard van Velde                                              | Dmitrij Łobkow                                                | Casey Fitzrandolph Mike Ireland                               |
| 20-22 lutego 2004    | Inzell                                                        | 1500 m (22 lutego)                                            | Mark Tuitert                                                  | Chad Hedrick                                                  | Enrico Fabris                                                 |
| 20-22 lutego 2004    | Inzell                                                        | 500 m (22 lutego)                                             | Yu Fengtong                                                   | Hiroyasu Shimizu Jeremy Wotherspoon                           |                                                               |
| 27-29 lutego 2004    | Heerenveen                                                    | 500 m (27 lutego)                                             | Yu Fengtong                                                   | Jeremy Wotherspoon                                            | Dmitrij Łobkow                                                |
| 27-29 lutego 2004    | Heerenveen                                                    | 5000 m (27 lutego)                                            | Carl Verheijen                                                | Chad Hedrick                                                  | Bob de Jong                                                   |
| 27-29 lutego 2004    | Heerenveen                                                    | 1000 m (28 lutego)                                            | Bob de Jong                                                   | Erben Wennemars                                               | Gerard van Velde                                              |
| 27-29 lutego 2004    | Heerenveen                                                    | 10 000 m (28 lutego)                                          | Bob de Jong                                                   | Carl Verheijen                                                | KC Boutiette                                                  |
| 27-29 lutego 2004    | Heerenveen                                                    | 100 m (29 lutego)                                             | Yu Fengtong                                                   | Mark Nielsen                                                  | Ryohei Shimizu                                                |
| 27-29 lutego 2004    | Heerenveen                                                    | 500 m (29 lutego)                                             | Jeremy Wotherspoon                                            | Yu Fengtong                                                   | Hiroyasu Shimizu                                              |
| 27-29 lutego 2004    | Heerenveen                                                    | 1500 m (29 lutego)                                            | Mark Tuitert                                                  | Erben Wennemars                                               | Jewgienij Łalenkow                                            |
| 12-14 marca 2004     | 8. mistrzostwa świata na dystansach 2004 – Seul               | 8. mistrzostwa świata na dystansach 2004 – Seul               | 8. mistrzostwa świata na dystansach 2004 – Seul               | 8. mistrzostwa świata na dystansach 2004 – Seul               | 8. mistrzostwa świata na dystansach 2004 – Seul               |

#### Klasyfikacje
| Lp. | Zawodnik          | Punkty |
| --- | ----------------- | ------ |
| 1.  | Yu Fengtong       | 260    |
| 2.  | Mark Nielsen      | 200    |
| 3.  | Jōji Katō         | 175    |
| 4.  | Hiroyasu Shimizu  | 160    |
| 5.  | Pekka Koskela     | 153    |
| 6.  | Tucker Fredricks  | 150    |
| 7.  | Masaaki Kobayashi | 136    |
| 8.  | Ryohei Shimizu    | 115    |
| 9.  | Dino Gillarduzzi  | 82     |
| 10. | Zhang Zhongqi     | 76     |

| Lp. | Zawodnik           | Punkty |
| --- | ------------------ | ------ |
| 1.  | Jeremy Wotherspoon | 1040   |
| 2.  | Dmitrij Łobkow     | 700    |
| 3.  | Hiroyasu Shimizu   | 660    |
| 4.  | Yu Fengtong        | 657    |
| 5.  | Mike Ireland       | 626    |
| 6.  | Masaaki Kobayashi  | 511    |
| 7.  | Gerard van Velde   | 466    |
| 8.  | Jōji Katō          | 398    |
| 9.  | Kip Carpenter      | 387    |
| 10. | Casey Fitzrandolph | 351    |

| Lp. | Zawodnik           | Punkty |
| --- | ------------------ | ------ |
| 1.  | Erben Wennemars    | 710    |
| 2.  | Gerard van Velde   | 536    |
| 3.  | Beorn Nijenhuis    | 482    |
| 4.  | Jeremy Wotherspoon | 441    |
| 5.  | Mike Ireland       | 342    |
| 6.  | Kip Carpenter      | 311    |
| 7.  | Dmitrij Łobkow     | 276    |
| 8.  | Janne Hänninen     | 270    |
| 9.  | Jan Bos            | 227    |
| 10. | Alexander Oltrop   | 226    |

| Lp. | Zawodnik           | Punkty |
| --- | ------------------ | ------ |
| 1.  | Mark Tuitert       | 460    |
| 2.  | Erben Wennemars    | 380    |
| 3.  | Jewgienij Łalenkow | 283    |
| 4.  | Carl Verheijen     | 238    |
| 5.  | Enrico Fabris      | 189    |
| 6.  | Derek Parra        | 180    |
| 7.  | Ids Postma         | 162    |
| 8.  | Petter Andersen    | 153    |
| 9.  | Iwan Skobriew      | 152    |
| 10. | Chad Hedrick       | 148    |

| Lp. | Zawodnik          | Punkty |
| --- | ----------------- | ------ |
| 1.  | Bob de Jong       | 465    |
| 2.  | Carl Verheijen    | 440    |
| 3.  | Chad Hedrick      | 307    |
| 4.  | Jochem Uytdehaage | 302    |
| 5.  | KC Boutiette      | 231    |
| 6.  | Enrico Fabris     | 224    |
| 7.  | Gianni Romme      | 220    |
| 8.  | Frank Dittrich    | 182    |
| 9.  | Øystein Grødum    | 157    |
| 10. | Tom Prinsen       | 156    |